# Copidosoma lucetius
Copidosoma lucetius är en stekelart som först beskrevs av Walker 1839.  Copidosoma lucetius ingår i släktet Copidosoma och familjen sköldlussteklar. Inga underarter finns listade i Catalogue of Life.